# Norwell (Massachusetts)
Norwell ist eine Kleinstadt (Town) im Plymouth County im US-Bundesstaat Massachusetts.
Das U.S. Census Bureau hat bei der Volkszählung 2020 eine Einwohnerzahl von 11.351 ermittelt.
Der Ort beherbergt das Naturschutzgebiet Norris Reservation und ist Sitz des Musikinstrumentenherstellers Zildjian. Der börsennotierte Umweltdienstleister Clean Harbors ist ein weiteres Unternehmen aus Norwell.

## Persönlichkeiten
- Gleason Leonard Archer (Junior) (1916–2004), Theologe
- Jeff Corwin (* 1967), Moderator